# Leptoneta handeulgulensis
Leptoneta handeulgulensis är en spindelart som beskrevs av Joon Namkung 2002. Leptoneta handeulgulensis ingår i släktet Leptoneta och familjen Leptonetidae. Inga underarter finns listade i Catalogue of Life.